# Robert Motherwell
Robert Motherwell (Aberdeen, Washington, 24 de janeiro de 1915 — Provincetown, Massachusetts, 16 de julho de 1991) foi um pintor norte-americano.

## Biografia
Motherwell, que sofria de asma, foi mandado por seu pai, um banqueiro de São Francisco, para Atascadero (uma localidade da Califórnia), em virtude do clima dessa zona ser mais propício à sua saúde.
Estudou na Moran Preparatory School, terminando os estudos em 1932 e entrando nesse mesmo ano para a Universidade de Standfor para o curso de filosofia e literatura francesa moderna. Ao mesmo tempo que estudava na Universidade, inscreveu-se na California School of Fine Arts, onde estuda pintura. Tendo terminado o curso em Standfor, decidiu continuar a estudar em Harvard. Aí resolveu fazer uma tese sobre os Diários de Eugène Delacroix. A fim de obter dados para a sua tese, viaja para França, alugando um estúdio em Paris.
Teve aulas na Academia Julian e traduziu para inglês a obra de Paul Signac De Eugène Delacroix au Néo-Impressionisme.
De volta ao seu país natal, entra para as Universidades de Oregon e Columbia como professor. Na Universidade de Columbia en Nova Iorque teve a possibilidade de contactar com Kurt Seligmann e Max Ernst e com Roberto Matta, na companhia do qual, fez uma viagem ao México. Nessa viagem conhece Maria Emília Ferreira, acabando por casar com esta atriz.
Em 1958 casa em segundas núpcias com Helen Frankenthaler (pintora).

## Exposições
- Galerie Duncan
- Galeria Art of This Century de Peggy Guggenheim (1944)
- Four Abstract Expressionists (Museu da Arte Moderna – Nova Iorque) (1953)
- The New American Painting (Museu da Arte Moderna – Nova Iorque) (1958)

## Obra literárias
- Dirigiu a The Documents of Modern Art (monografias de pintores)

## Prémios
- 1990 – Medalha Nacional das Artes da Casa Branca

## Obra pictórica
- 1943 – Alegria de viver (colagem de óleo e papel sobre tábua 110,5 cm x 84,5 cm)
- 1947 – O Poeta (colagem de óleo e papel sobre tábua 141,2 cm x 99,3 cm)
- 1941-1944 – A Pequena cadeia Espanhola(óleo sobre tela 69,2 cm x 43,5 cm)
- 1943-1944 – Cadeia Espanhola (óleo sobre tela 137,2 cm x 101,6 cm)
- 1945 – La Resistance (colagem de óleo e papel sobre tábua 91,4 cm x 121,3 cm)
- 1948 – O Gentil Protestante (óleo sobre composição de tábua 243,8 cm x 122,5 cm)
- 1949 – A Viagem (óleo e Têmpera sobre papel montado sobre tabuleiro de composição 122 cm x 238,8 cm)
- 1944 – Vista de uma Torre Alta (colagem de óleo e papel sobre tábua 74,3 cm x 74,3 cm)
- 1956 – História de um Pintor (colagem de diversos papéis e lápis cera sobre cartão 38,7 cm x 27,9 cm)
- 1944 – O Cisne de Mallarmé (gouache, lápis de cera e papel sobre cartão 110,5 cm x 90,2 cm)
- 1960 – A Linha Francesa (colagem de óleo e papel sobre tábua 76,2 cm x 58,4 cm)
- 1960 – N.R.F. Colagem n.º 2 (colagem de óleo e papel sobre tábua 71,1 cm x 53,3 cm)
- 1959 – Colagem n.º 1 (colagem de óleo e papel sobre tábua 72 cm x 56,8 cm)
- 1980 – Cantata XIII (acrílico e colagem sobre painel de gesso 60,9 cm x 50,8 cm)
- 1975 – In Memoriam: The Wittenborn Collage (acrílico e colagem de papel sobre tábua forrada 182,9 cm x 91,4 cm)
- 1975 – River Liffey (Dublim) (acrílico e colagem de papel sobre tábua forrada 182,9 cm x 60,9 cm)
- 1977 – Porto de Boston II (acrílico e colagem de papel sobre tábua forrada 91,4 cm x 60,9 cm)
- 1948 – Esboço a Tinta, Elegia À República Espanhola n.º 1 (tinta da china sobre papel 27,3 cm x 21,6 cm)
- 1975 – Estudo para a Elegia À República Espanhola n.º 100 (acrílico sobre tábua forrada 21,6 cm x 60,9 cm)
- 1961 – Elegia À República Espanhola (óleo sobre tela 175,3 cm x 289,6 cm)
- 1953-1954 - Elegia À República Espanhola n.º 34 (óleo sobre tela 203,2 cm x 254 cm)
- 1975-1983 - Elegia À República Espanhola n.º 132 (óleo sobre tela 243,8 cm x 304,8 cm)
- 1966 – Elegia Azul (acrílico sobre tábua de aglumerado 15,2 cm x 20,3 cm)
- 1981 – Elegia Azul (acrílico e carvão sobre tela 175,3 cm x 251,5 cm)
- 1962 - Elegia À República Espanhola n.º 79 (óleo sobre tela 121,9 cm x 167,6 cm)
- 1989-1990 - Elegia À República Espanhola n.º 172 (acrílico sobre tela 213,4 cm x 426,7 cm)
- 1988-1990 - Elegia À República Espanhola n.º 171 (acrílico sobre tela 213,4 cm x 426,7 cm)
- 1954 – Peixes e Faixa Vermelha (óleo sobre papel 107,9 cm x 104,4 cm)
- 1955 – Je T’Aime n.º 2 (óleo sobre tela 50,8 cm x 60,9 cm)
- 1961 – Verão em Itália n.º 7 (óleo sobre tela 215,9 cm x 175,3 cm)
- 1960 – O Númer 4 Sobre Uma Elegia (óleo sobre papel 58,4 cm x 73,7 cm)
- 1958 – Quadro Espanhol Com o focinho de um Cão (óleo sobre tecido preparado 94,3 cm x 191,1 cm)
- 1958 – Ibéria (óleo sobre tecido preparado 104,4 cm x 203,8 cm)
- 1962 – Quem Ama Crê (óleo sobre tela 213,4 cm x 358,1 cm)
- 1966 – Guilhotina (óleo e acrílico sobre tela 167,9 cm x 127 cm)
- 1974 – Samurai n.º 1 (acrílico sobre tela 121,9 cm x 91,4 cm)
- 1974 – Samurai n.º 4 (acrílico sobre tábua 21,9 cm x 91,4 cm)
- 1962 – À Beira do Mar n.º 2 (óleo sobre papel de fio 73,7 cm x 58,4 cm)
- 1962 - À Beira do Mar n.º 5 (óleo sobre papel de fio 73,7 cm x 58,4 cm)
- 1962 - À Beira do Mar n.º 22 (óleo sobre papel de fio 73,7 cm x 58,4 cm)
- 1962 - À Beira do Mar n.º 18 (óleo sobre papel de fio 73,7 cm x 58,4 cm)
- 1965 – Suite Lírica (tinta de cor sobre papel de arroz 27,9 cm x 22,9 cm)
- 1979 – Noite Mexicana (óleo sobre tela 121,9 cm x 121,9 cm)
- 1986 – O Grande 4 (acrílico e giz sobre tela 213,4 cm x 426,7 cm)
- 1967 – Aberto n.º 54 (A Janela Cinzenta) (acrílico sobre tela 91,4 cm x 60,9 cm)
- 1969 – A Janela do Jardim (Antes Chamado Aberto n.º 110) (acrílico sobre tela 154,9 cm x 104,1 cm)
- 1969 – Aberto n.º 111 (Grande Branco e Ocre) (acrílico sobre tela 236 cm x 327,7 cm)
- 1969 – Aberto n.º 97 (A Casa Espanhola) (acrílico sobre tela 234,9 cm x 290,8 cm)
- 1972 – Estudo Para Shem The Penman n.º 6 (acrílico e carvão sobre tábua 39,4 cm x 49,5 cm)
- 1972 - Estudo Para Shem The Penman n.º 11 (acrílico e carvão sobre tábua 39,4 cm x 49,5 cm)
- 1973 – Em Bege Com Carvão n.º 9 (acrílico e carvão sobre tábua 91,4 cm x 121,9 cm)
- 1972 – Na Caverna de Plantão n.º 1 (acrílico sobre tela 182,9 cm x 243,8 cm)
- 1973 - Em Bege Com Carvão (acrílico e carvão sobre tábua 88,9 cm x 119,4 cm)
- 1973 – Parede Amarela (acrílico sobre tela 128,9 cm x 121,9 cm)
- 1974 – Janela Mexicana (acrílico sobre tela 194,3 cm x 243,8 cm)
- 1973 – A Lição da Pintura Azul n.º 1 (acrílico sobre tela 154,9 cm x 111,8 cm)
- 1973 - A Lição da Pintura Azul n.º 2 (acrílico sobre tela 182,9 cm x 106,7 cm)
- 1973 - A Lição da Pintura Azul n.º 3 (acrílico sobre tela 213,4 cm x 106,7 cm)
- 1973 - A Lição da Pintura Azul n.º 4 (acrílico sobre tela 154,9 cm x 132 cm)
- 1973 - A Lição da Pintura Azul n.º 5 (acrílico sobre tela 182,8 cm x 91,4 cm)
- 1981-1987 – Aberto Partido (acrílico sobre tela 182,9 cm x 213,4 cm)
- 1974 – Aberto Estival Com Azul Mediterrâneo (acrílico sobre tela 121,9 cm x 274,3 cm)
- 1974 – A Praia de Dover III (acrílico sobre tela 195,6 cm x 243,8 cm)
- 1974 – Aberto Premonitório Com Carne Sobre Cinzento (acrílico sobre tela 182,9 cm x 213,4 cm)